# Pink Friday: Roman Reloaded
Pink Friday: Roman Reloaded ist das zweite Studioalbum der US-amerikanischen Rapperin Nicki Minaj. Es erschien am 2. April 2012 bei Universal Republic Records sowie Young Money, Cash Money. Das Album erreichte Platz 1 in den USA und Großbritannien. Die erfolgreichste und erste Single aus dem Album ist Starships. Starships erschien am 14. Februar 2012. Sie konnte sich in den britischen als auch amerikanischen Charts unter den Top-5 platzieren. In Deutschland konnte sich Nicki Minaj damit zum ersten Mal in den Charts platzieren und befindet sich heute noch dort.
Darauf folgten noch drei internationale Singles wie Pound the Alarm, sowie Beez in the Trap und Right By My Side. Pound The Alarm konnte sich nochmals in den deutschen Charts platzieren, erhielt in den USA und Großbritannien gute Platzierungen.

## Rezeption
Auf der Seite Metacritic.com erreichte das Album 60 von 100 möglichen Punkten, basierend auf 28 Kritiken. Die Seite Allmusic.com gab dem Album 3 von 5 Sternen. David Jeffries schrieb: „Cut the iffy pop off these 19 tracks and you’re left with Roman’s true four-star empire, but as it is, Roman Reloaded is a frustrating mix of significant and skippable.“

## Titelliste
Standard-Edition
1. Roman Holiday (Onika Maraj, Winston Thomas, Larry Nacht, Safaree Samuels) – 4:05
2. Come on a Cone (Onika Maraj, Chauncey Hollis) – 3:05
3. I Am Your Leader (mit Cam’ron und Rick Ross) (Onika Maraj, Hollis, William Roberts II, Cameron Giles) – 3:33
4. Beez in the Trap (mit 2 Chainz) (Onika Maraj, Maurice Jordan, Tauheed Epps) – 4:28
5. HOV Lane (Onika Maraj, Ryan Marrone, Garrick Smith, Safaree Samuels) – 3:13
6. Roman Reloaded (mit Lil Wayne) (Onika Maraj, Safaree Samuels, Dwayne Carter, Ricardo LaMarre) – 3:16
7. Champion (mit Nas, Drake und Young Jeezy) (Onika Maraj, Tyler Williams, Nikhil Seethram, Aubrey Graham, Jay Jenkins, Nasir Jones) – 4:56
8. Right by My Side (mit Chris Brown) (Onika Maraj, Andrew Wansel, Warren Felder, Ester Dean, J. Alarmts, R. Colson) – 4:25
9. Sex in the Lounge (mit Lil Wayne und Bobby V) (Onika Maraj, E. Wilson, M. Hall, Dwayne Carter, Bobby Wilson, Safaree Samuels) – 3:27
10. Starships (Onika Maraj, Nadir Khayat, Carl Falk, Rami Yacoub, Wayne Hector) – 3:30
11. Pound the Alarm (Onika Maraj, Nadir Khayat, Carl Falk, Rami Yacoub, Bilal Hajji, Achraf Jannusi) – 3:25
12. Whip It (Onika Maraj, Nadir Khayat, Alex Papaconstantinou, B. Djupstom, Bilal Hajji, Wayne Hector) – 3:15
13. Automatic (Onika Maraj, Nadir Khayat, J. Thornfeldt, G. Sandell) – 3:18
14. Beautiful Sinner (Onika Maraj, Alexander Grant, Ester Dean) – 3:47
15. Marilyn Monroe (Onika Maraj, Daniel James, Leah Haywood, R. Golan, Jonathan Rotem) – 3:16
16. Young Forever (Onika Maraj, Lukasz Gottwald, K. Sheehan, Henry Walter) – 3:06
17. Fire Burns (Onika Maraj, Andrew Wansel, Warren Felder) – 2:59
18. Gun Shot (mit Beenie Man) (Onika Maraj, Daniel Johnson, Moses Davis, C. Grossett) – 4:39
19. Stupid Hoe (Onika Maraj, Tina Dunham, Safaree Samuels) – 3:16

Deluxe-Edition
1. Turn Me On (mit David Guetta) (Onika Maraj, David Guetta, Giorgio Tuinfort, Ester Dean) – 3:19
2. Va Va Voom (Onika Maraj, Lukasz Gottwald, Allan Grigg, Max Martin, Henry Walter) – 3:03
3. Masquerade (Onika Maraj, Lukasz Gottwald, Benjamin Levin, Max Martin, Henry Walter) – 3:48

iTunes-Bonustitel
1. Press Conference (mit Charlemagne und Safaree „SB“ Samuels) (Titel Nr. 23 der Deluxe-Edition) (Onika Maraj, Safaree Samuels, Lenard McKelvey) – 21:03

## Kommerzieller Erfolg

### Chartplatzierungen

#### Album
| ChartsChartplatzierungen       | Höchstplatzierung | Wochen |
| ------------------------------ | ----------------- | ------ |
| Deutschland (GfK)              | 44 (4 Wo.)        | 4      |
| Österreich (Ö3)                | 49 (3 Wo.)        | 3      |
| Schweiz (IFPI)                 | 24 (10 Wo.)       | 10     |
| Vereinigte Staaten (Billboard) | 1 (49 Wo.)        | 49     |
| Vereinigtes Königreich (OCC)   | 1 (47 Wo.)        | 47     |

| ChartsJahrescharts (2012)      | Platzierung |
| ------------------------------ | ----------- |
| Vereinigte Staaten (Billboard) | 26          |
| Vereinigtes Königreich (OCC)   | 37          |

| ChartsJahrescharts (2013)      | Platzierung |
| ------------------------------ | ----------- |
| Vereinigte Staaten (Billboard) | 185         |

#### Singles
| Jahr              | Titel            | Höchstplatzierung, Gesamtwochen, AuszeichnungChartplatzierungen (Jahr, Titel, , Platzierungen, Wochen, Auszeichnungen, Anmerkungen) | Höchstplatzierung, Gesamtwochen, AuszeichnungChartplatzierungen (Jahr, Titel, , Platzierungen, Wochen, Auszeichnungen, Anmerkungen) | Höchstplatzierung, Gesamtwochen, AuszeichnungChartplatzierungen (Jahr, Titel, , Platzierungen, Wochen, Auszeichnungen, Anmerkungen) | Höchstplatzierung, Gesamtwochen, AuszeichnungChartplatzierungen (Jahr, Titel, , Platzierungen, Wochen, Auszeichnungen, Anmerkungen) | Höchstplatzierung, Gesamtwochen, AuszeichnungChartplatzierungen (Jahr, Titel, , Platzierungen, Wochen, Auszeichnungen, Anmerkungen) | Anmerkungen                                                                  |
| Jahr              | Titel            | DE | AT | CH | UK | US | Anmerkungen                                                                  |
| ----------------- | ---------------- | --- | --- | --- | --- | --- | ---------------------------------------------------------------------------- |
| 2012              | Starships        | DE17 (25 Wo.)DE | AT26 (24 Wo.)AT | CH5 (31 Wo.)CH | UK2 (45 Wo.)UK | US5 (31 Wo.)US | Erstveröffentlichung: 14. Februar 2012 Verkäufe: + 14.363.200                |
| 2012              | Right by My Side | — | — | — | UK70 (7 Wo.)UK | US51 (15 Wo.)US | Erstveröffentlichung: 27. März 2012 Verkäufe: + 2.130.000; feat. Chris Brown |
| 2012              | Beez in the Trap | — | — | — | — | US48 (20 Wo.)US | Erstveröffentlichung: 29. Mai 2012 Verkäufe: + 3.065.000; feat. 2 Chainz     |
| 2012              | Pound the Alarm  | DE82 (2 Wo.)DE | — | CH44 (6 Wo.)CH | UK8 (28 Wo.)UK | US15 (18 Wo.)US | Erstveröffentlichung: 12. Juni 2012 Verkäufe: + 2.917.500                    |
| 2012              | Va Va Voom       | DE34 (14 Wo.)DE | AT53 (2 Wo.)AT | CH47 (4 Wo.)CH | UK20 (15 Wo.)UK | US22 (20 Wo.)US | Erstveröffentlichung: 12. September 2012 Verkäufe: + 2.570.000               |
| The Re-Up Version |                  | | | | | |                                                                              |
|                   |                  | | | | | |                                                                              |
| 2012              | The Boys         | — | — | — | — | — | Erstveröffentlichung: 13. September 2012 Verkäufe: + 30.000; feat. Cassie    |
| 2012              | Freedom          | — | — | — | — | — | Erstveröffentlichung: 2. November 2012                                       |
| 2013              | High School      | — | — | — | UK31 (7 Wo.)UK | US64 (14 Wo.)US | Erstveröffentlichung: 16. April 2013 Verkäufe: + 2.270.000; feat. Lil Wayne  |

### Auszeichnungen für Musikverkäufe
| Land/Region                  | Auszeichnungen für Musikverkäufe (Land/Region, Auszeichnung, Verkäufe) | Verkäufe  |
| ---------------------------- | ---------------------------------------------------------------------- | --------- |
| Dänemark (IFPI)              | Gold                                                                   | 10.000    |
| Irland (IRMA)                | Platin                                                                 | 15.000    |
| Polen (ZPAV)                 | Gold                                                                   | 10.000    |
| Schweden (IFPI)              | Gold                                                                   | 20.000    |
| Vereinigte Staaten (RIAA)    | 4× Platin                                                              | 4.000.000 |
| Vereinigtes Königreich (BPI) | Platin                                                                 | 300.000   |
| Insgesamt                    | 3× Gold · 6× Platin ·                                                  | 4.355.000 |

Hauptartikel: Nicki Minaj/Auszeichnungen für Musikverkäufe
The Re-Up-Version

| Land/Region       | Auszeichnungen für Musikverkäufe (Land/Region, Auszeichnung, Verkäufe) | Verkäufe |
| ----------------- | ---------------------------------------------------------------------- | -------- |
| Australien (ARIA) | Platin                                                                 | 70.000   |
| Insgesamt         | 1× Platin ·                                                            | 70.000   |

Hauptartikel: Nicki Minaj/Auszeichnungen für Musikverkäufe